# Дженъси
Дженъси (на английски: Genesee) е град в окръг Лата, щата Айдахо, САЩ. Дженъси е с население от 946 жители (2000) и обща площ от 1,7 km². Намира се на 817 m надморска височина. ЗИП кодът му е 83832, а телефонният му код е 208.